# Methyl-α-D-glucopyranosid
Methyl-α-D-glucopyranosid ist eine chemische Verbindung, die sich von der Glucose ableitet. Es ist das urtypische Produkt einer Fischer-Helferich-Glykosylierung und ein Zwischenprodukt in vielen organischen Synthesen.

## Gewinnung und Darstellung
Um das Methyl-α-D-glucopyranosid zu reinigen, kann es aus Ethanol umkristallisiert werden.

## Eigenschaften
Methyl-α-D-glucopyranosid ist ein nicht-reduzierender Zucker und gibt daher eine negative Fehlingprobe. Bei längerem Erhitzen mit der Fehlinglösung wird die Acetalgruppe teilweise hydrolysiert und es tritt eine langsame Reaktion ein. Unter Säurekatalyse wird die Acetalgruppe rasch wieder in die Edukte zerlegt (Glucose und Methanol). Bierhefe ist zu dieser Spaltung in wässriger Lösung ebenfalls imstande, wobei die Reaktion sehr langsam abläuft.

## Vorkommen
Methyl-α-D-glucopyranosid kommt in dem Schwamm Pseudoceratina purpurea, sowie in den Pflanzen Forsythia viridissima (Grüne Forsythie) und Quassia amara vor.